# 梁钦荣
梁钦荣，SBS，MBE，JP（1940年10月10日—），中华人民共和国企业家、政治人物，香港维达企业有限公司董事长，第十一届全国政协委员。

## 背景
梁欽榮生於福建，為厦门汉族人。他於1959年至1963年修讀上海復旦大學英國語文學系課程，1963年至1967年修讀香港浸會學院工商管理學系文憑。2008年当选第十一届全国政协委员，代表特邀香港人士，分入第五十三组。

## 個人生活
梁欽榮已婚，妻子為李鳳清。